# Romuald Malinowski
Romuald Felicjanowicz Malinowski (ur. 11 listopada?/24 listopada 1906 w Tyflisie, zm. 31 maja 1990 w Uljanowsku) – polski i radziecki wojskowy, generał major, pułkownik LWP.

## Życiorys
Pochodził z polskiej rodziny osiadłej w Gruzji. Do 1923 skończył 2 semestry charkowskiej szkoły zawodowej, potem był robotnikiem rolnym.
W 1928 powołany do Armii Czerwonej, dowódca drużyny, od 1929 szef szwadronu, w 1930–1932 w Szkole Dowódców Łączności w Kijowie, po jej ukończeniu zastępca dowódcy kompanii łączności ds. liniowych. W 1934 skończył kurs doskonalenia dowódców w Chabarowsku, potem był dowódcą kompanii łączności, komendantem szkoły podoficerskiej i szefem uzbrojenia jednostki łączności. Od maja 1941 szef sztabu (w stopniu kapitana), potem zastępca dowódcy, wreszcie dowódca 56. pułku łączności w 27. Armii. Od 1942 podpułkownik i zastępca szefa wojsk łączności 4. Armii Uderzeniowej. Brał udział w walkach z Niemcami.
W marcu 1944 przeszedł do Armii Polskiej w ZSRR jako dowódca pułku łączności 1. Armii WP, od 31 maja 1944 w stopniu pułkownika. Jesienią 1944 szef wojsk łączności 3. Armii WP, potem dowódca pułku łączności Naczelnego Dowództwa WP. Od września 1946 szef Departamentu Łączności MON, od stycznia 1948 Główny Inspektor Wojsk Łączności Dowództwa Wojsk Lądowych. 11 maja 1949 mianowany generałem majorem Armii Radzieckiej przez Prezydium Rady Ministrów ZSRR. W grudniu 1951 został szefem zarządu łączności Sztabu Generalnego WP i szefem Łączności WP.
W sierpniu 1958 zakończył służbę w WP i wrócił do ZSRR. Później kilkakrotnie odwiedził Polskę, ostatni raz w 1983.

## Ordery i odznaczenia
- Order Sztandaru Pracy I klasy (1958)
- Order Sztandaru Pracy II klasy (1949)
- Krzyż Komandorski Orderu Odrodzenia Polski (1954)
- Order Krzyża Grunwaldu III klasy (1946)
- Krzyż Kawalerski Orderu Virtuti Militari (1968)
- Krzyż Oficerski Orderu Odrodzenia Polski (1945)
- Złoty Krzyż Zasługi (1946)
- Srebrny Medal „Siły Zbrojne w Służbie Ojczyzny” (1954)
- Order Lenina (ZSRR, 1954)
- Order Czerwonej Gwiazdy (ZSRR, dwukrotnie)